# Vlag van de Caricom

Vlag van de Caricom

De vlag van de Caricom is de officiële vlag van de Caricom. De twee banen op de vlag symboliseren de lucht en de zee, en de gele cirkel is de zon, in het midden staan de initialen CC, voor de Caribbean Community (Caribische Gemeenschap). Het vlagontwerp werd goedgekeurd op de vierde Conferentie van regeringsleiders in Port of Spain in juli 1983. Het oorspronkelijke ontwerp werd gemaakt door het ontwerpbureau Winart in Georgetown. De vlag werd voor het eerst gebruikt op de Vijfde Conferentie van regeringsleiders in Nassau in juli 1984.